# Championnats du monde de patinage artistique 2024
Navigation
Mondiaux 2023 Mondiaux 2025
Les championnats du monde de patinage artistique 2024 ont lieu du 18 au 24 mars 2024 au centre Bell à Montréal au Canada. Les mondiaux de 2020 devaient se tenir à Montréal, mais l'Union internationale de patinage les annule, une semaine avant l'évènement, en raison de la pandémie de Covid-19.
C'est la deuxième fois que la ville québécoise organise les mondiaux de patinage artistique après ceux de 1932.

## Qualifications

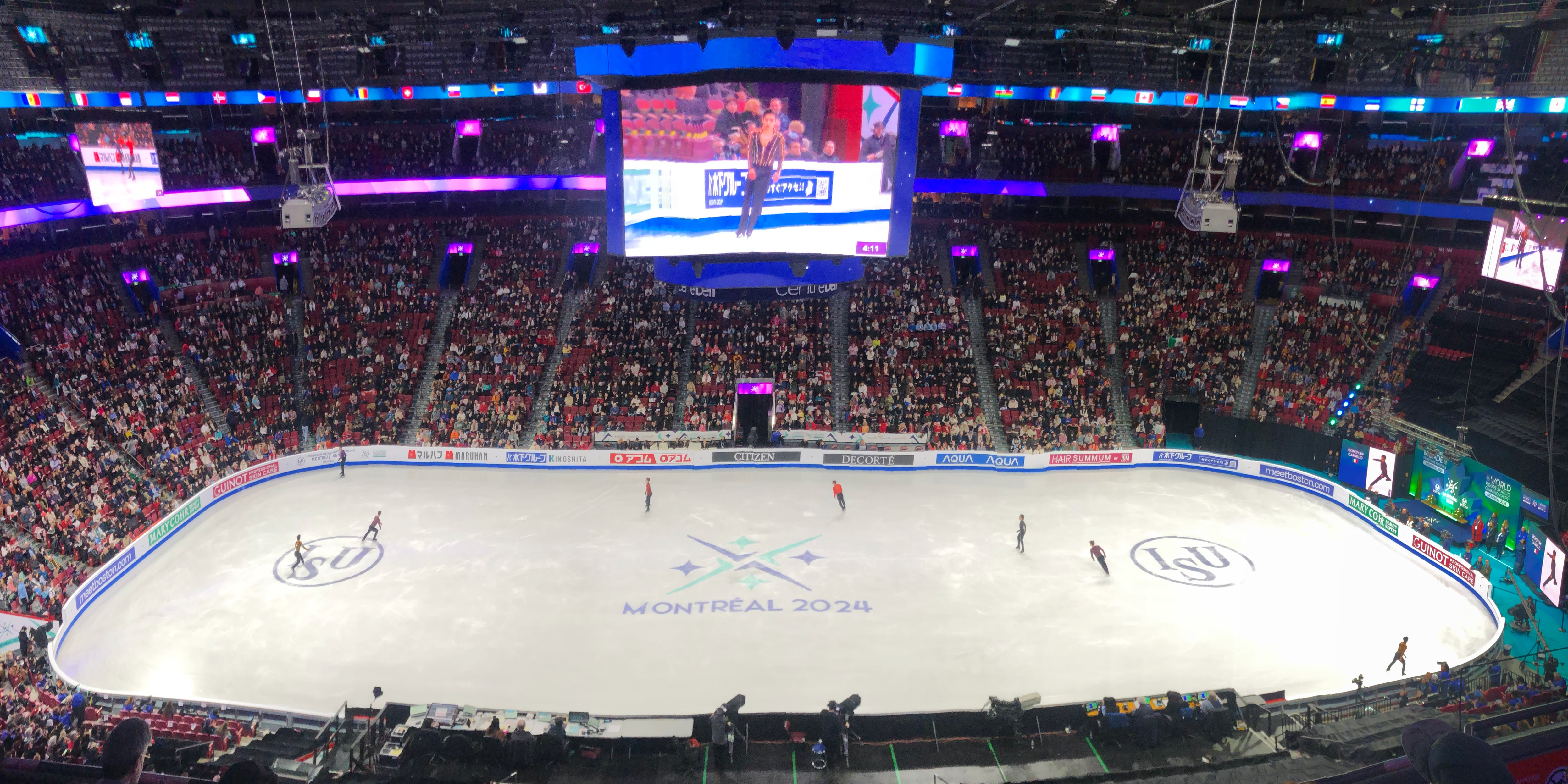
Centre Bell pendant la compétition le 23 mars 2024

Les patineurs sont éligibles à l'épreuve s'ils représentent une nation membre de l'Union internationale de patinage (International Skating Union en anglais) et s'ils ont atteint l'âge de 16 ans avant le 1er juillet 2023. Les fédérations nationales sélectionnent leurs patineurs en fonction de leurs propres critères, mais l'Union internationale de patinage exige un score minimum d'éléments techniques (Technical Elements Score en anglais) lors d'une compétition internationale avant les championnats du monde. 

### Score minimum d'éléments techniques
L'Union internationale de patinage stipule que les notes minimales doivent être obtenues lors d'une compétition internationale senior reconnue par elle-même au cours de la saison en cours ou précédente, au plus tard 21 jours avant le premier jour d'entraînement officiel.
| Score minimum d'éléments techniques                                                         | Score minimum d'éléments techniques | Score minimum d'éléments techniques |
| Discipline                                                                                  | Programme court                     | Programme libre                     |
| Messieurs                                                                                   | 34.00                               | 64.00                               |
| Dames                                                                                       | 32.00                               | 53.00                               |
| Couples                                                                                     | 29.00                               | 46.00                               |
| Danse sur glace                                                                             | 35.00                               | 52.00                               |
| ------------------------------------------------------------------------------------------- | ----------------------------------- | ----------------------------------- |
| Les scores des programmes courts et libres peuvent être obtenus à différentes compétitions. |                                     |                                     |

### Nombre d'inscriptions par discipline
Sur la base des résultats des championnats du monde 2023, l'Union internationale de patinage autorise chaque pays à avoir de une à trois inscriptions par discipline.
| Nombre d'inscriptions                                             | Messieurs                     | Dames                                        | Couples                            | Danse sur glace                                      |
| ----------------------------------------------------------------- | ----------------------------- | -------------------------------------------- | ---------------------------------- | ---------------------------------------------------- |
| 3                                                                 | Corée du Sud États-Unis Japon | Corée du Sud Japon                           | Canada États-Unis                  | Canada États-Unis                                    |
| 2                                                                 | Canada France Italie Suisse   | Allemagne Belgique Estonie États-Unis Suisse | Allemagne Australie Hongrie Italie | Finlande France Italie Lituanie Royaume-Uni Tchéquie |
| Si non répertorié ci-dessus, une seule inscription est autorisée. |                               |                                              |                                    |                                                      |

Le 1er mars 2022, l'Union internationale de patinage interdit aux patineurs artistiques et aux officiels de la fédération de Russie et de la Biélorussie de participer et d'assister à toutes les compétitions internationales en raison de l'invasion russe de l'Ukraine le 24 février 2022. Ainsi ces deux pays sont absents des championnats du monde 2024, 25 mois après le début du conflit, pour la troisième année consécutive.

## Podiums
| Épreuves                            | Or                                       | Argent                      | Bronze                                 |
| ----------------------------------- | ---------------------------------------- | --------------------------- | -------------------------------------- |
| Messieurs résultats détaillés       | Ilia Malinin                             | Yuma Kagiyama               | Adam Siao Him Fa                       |
| Dames résultats détaillés           | Kaori Sakamoto                           | Isabeau Levito              | Kim Chae-yeon                          |
| Couples résultats détaillés         | Deanna Stellato-Dudek / Maxime Deschamps | Riku Miura / Ryuichi Kihara | Minerva Fabienne Hase / Nikita Volodin |
| Danse sur glace résultats détaillés | Madison Chock / Evan Bates               | Piper Gilles / Paul Poirier | Charlène Guignard / Marco Fabbri       |

## Tableau des médailles
| Rang  | Nation       | Or | Argent | Bronze | Total |
| ----- | ------------ | -- | ------ | ------ | ----- |
| 1     | États-Unis   | 2  | 1      | 0      | 3     |
| 2     | Japon        | 1  | 2      | 0      | 3     |
| 3     | Canada       | 1  | 1      | 0      | 2     |
| 4     | Allemagne    | 0  | 0      | 1      | 1     |
| 4     | Corée du Sud | 0  | 0      | 1      | 1     |
| 4     | France       | 0  | 0      | 1      | 1     |
| 4     | Italie       | 0  | 0      | 1      | 1     |
| Total | Total        | 4  | 4      | 4      | 12    |

## Détails des compétitions

### Messieurs
| Rang                                        | Nom                          | Pays         | Points | Programme court | Programme court | Programme libre | Programme libre |
| ------------------------------------------- | ---------------------------- | ------------ | ------ | --------------- | --------------- | --------------- | --------------- |
| 1                                           | Ilia Malinin                 | États-Unis   | 333.76 | 3               | 105.97          | 1               | 227.79          |
| 2                                           | Yuma Kagiyama                | Japon        | 309.65 | 2               | 106.35          | 3               | 203.30          |
| 3                                           | Adam Siao Him Fa             | France       | 284.39 | 19              | 77.49           | 2               | 206.90          |
| 4                                           | Shōma Uno                    | Japon        | 280.85 | 1               | 107.72          | 6               | 173.13          |
| 5                                           | Jason Brown                  | États-Unis   | 274.33 | 4               | 93.87           | 5               | 180.46          |
| 6                                           | Lukas Britschgi              | Suisse       | 274.09 | 5               | 93.41           | 4               | 180.68          |
| 7                                           | Deniss Vasiļjevs             | Lettonie     | 257.80 | 8               | 89.42           | 8               | 168.38          |
| 8                                           | Kao Miura                    | Japon        | 254.72 | 10              | 85.00           | 7               | 169.72          |
| 9                                           | Nikolaj Memola               | Italie       | 253.12 | 6               | 93.10           | 12              | 160.02          |
| 10                                          | Cha Jun-hwan                 | Corée du Sud | 249.65 | 9               | 88.21           | 11              | 161.44          |
| 11                                          | Aleksandr Selevko            | Estonie      | 247.57 | 12              | 84.08           | 9               | 163.49          |
| 12                                          | Mark Gorodnitsky             | Israël       | 243.25 | 14              | 80.49           | 10              | 162.76          |
| 13                                          | Nika Egadze                  | Géorgie      | 241.55 | 7               | 92.08           | 15              | 149.47          |
| 14                                          | Mikhail Shaidorov            | Kazakhstan   | 234.19 | 16              | 80.02           | 13              | 154.17          |
| 15                                          | Donovan Carrillo             | Mexique      | 232.67 | 15              | 80.19           | 14              | 152.48          |
| 16                                          | Gabriele Frangipani          | Italie       | 231.38 | 13              | 82.63           | 17              | 148.75          |
| 17                                          | Wesley Chiu                  | Canada       | 227.21 | 18              | 78.00           | 16              | 149.21          |
| 18                                          | Kim Hyun-gyeom               | Corée du Sud | 222.79 | 21              | 74.89           | 18              | 147.90          |
| 19                                          | Roman Sadovsky               | Canada       | 221.57 | 11              | 84.28           | 22              | 137.29          |
| 20                                          | Camden Pulkinen              | États-Unis   | 219.86 | 17              | 78.85           | 20              | 141.01          |
| 21                                          | Luc Economides               | France       | 217.10 | 22              | 74.02           | 19              | 143.08          |
| 22                                          | Semen Daniliants             | Arménie      | 213.99 | 23              | 73.46           | 21              | 140.53          |
| 23                                          | Andreas Nordebäck            | Suède        | 211.45 | 20              | 76.20           | 23              | 135.25          |
| 24                                          | Lee Si-hyeong                | Corée du Sud | 207.59 | 24              | 73.23           | 24              | 134.36          |
| Patineurs éliminés après le programme court |                              |              |        |                 |                 |                 |                 |
| 25                                          | Vladimir Litvintsev          | Azerbaïdjan  |        | 25              | 72.16           | NC              | NC              |
| 26                                          | Davide Lewton-Brain          | Monaco       |        | 26              | 71.58           | NC              | NC              |
| 27                                          | Maurizio Zandron             | Autriche     |        | 27              | 69.59           | NC              | NC              |
| 28                                          | Tomas-Llorenc Guarino Sabaté | Espagne      |        | 28              | 68.35           | NC              | NC              |
| 29                                          | Jari Kessler                 | Croatie      |        | 29              | 68.32           | NC              | NC              |
| 30                                          | Burak Demirboga              | Turquie      |        | 30              | 68.18           | NC              | NC              |
| 31                                          | Vladimir Samoilov            | Pologne      |        | 31              | 67.81           | NC              | NC              |
| 32                                          | Nikita Starostin             | Allemagne    |        | 32              | 67.34           | NC              | NC              |
| 33                                          | Ivan Chmouratko              | Ukraine      |        | 33              | 66.90           | NC              | NC              |
| 34                                          | Valtter Virtanen             | Finlande     |        | 34              | 66.55           | NC              | NC              |
| 35                                          | Adam Hagara                  | Slovaquie    |        | 35              | 65.37           | NC              | NC              |
| 36                                          | Georgii Reshtenko            | Tchéquie     |        | 36              | 65.35           | NC              | NC              |
| 37                                          | Alexander Zlatkov            | Bulgarie     |        | 37              | 64.77           | NC              | NC              |
| 38                                          | Edward Appleby               | Royaume-Uni  |        | 38              | 59.51           | NC              | NC              |
| 39                                          | Jin Boyang                   | Chine        |        | 39              | 58.53           | NC              | NC              |
| 40                                          | Aleksandr Vlasenko           | Hongrie      |        | 40              | 51.50           | NC              | NC              |

### Dames
| Rang                                          | Nom                | Pays           | Points | Programme court | Programme court | Programme libre | Programme libre |
| --------------------------------------------- | ------------------ | -------------- | ------ | --------------- | --------------- | --------------- | --------------- |
| 1                                             | Kaori Sakamoto     | Japon          | 222.96 | 4               | 73.29           | 1               | 149.67          |
| 2                                             | Isabeau Levito     | États-Unis     | 212.16 | 2               | 73.73           | 2               | 138.43          |
| 3                                             | Kim Chae-yeon      | Corée du Sud   | 203.59 | 6               | 66.91           | 3               | 136.68          |
| 4                                             | Loena Hendrickx    | Belgique       | 200.25 | 1               | 76.98           | 8               | 123.27          |
| 5                                             | Kimmy Repond       | Suisse         | 196.02 | 12              | 62.64           | 4               | 133.38          |
| 6                                             | Lee Hae-in         | Corée du Sud   | 195.48 | 3               | 73.55           | 12              | 121.93          |
| 7                                             | Mone Chiba         | Japon          | 195.46 | 13              | 62.64           | 5               | 132.82          |
| 8                                             | Hana Yoshida       | Japon          | 194.93 | 8               | 64.56           | 6               | 130.37          |
| 9                                             | Livia Kaiser       | Suisse         | 187.24 | 10              | 64.05           | 9               | 123.19          |
| 10                                            | Amber Glenn        | États-Unis     | 186.53 | 9               | 64.53           | 11              | 122.00          |
| 11                                            | Ekaterina Kurakova | Pologne        | 184.76 | 14              | 62.34           | 10              | 122.42          |
| 12                                            | Young You          | Corée du Sud   | 183.35 | 5               | 67.37           | 14              | 115.98          |
| 13                                            | Anastasia Gubanova | Géorgie        | 182.42 | 20              | 58.66           | 7               | 123.76          |
| 14                                            | Olga Mikutina      | Autriche       | 177.76 | 16              | 60.77           | 13              | 116.99          |
| 15                                            | Nina Pinzarrone    | Belgique       | 177.46 | 11              | 64.04           | 16              | 113.42          |
| 16                                            | Niina Petrokina    | Estonie        | 176.53 | 7               | 66.23           | 18              | 110.30          |
| 17                                            | Lorine Schild      | France         | 172.90 | 18              | 59.41           | 15              | 113.49          |
| 18                                            | Madeline Schizas   | Canada         | 171.78 | 17              | 59.65           | 17              | 112.13          |
| 19                                            | Josefin Taljegard  | Suède          | 167.47 | 15              | 61.55           | 20              | 105.92          |
| 20                                            | Sarina Joos        | Italie         | 167.04 | 19              | 59.39           | 19              | 107.65          |
| 21                                            | Nataly Langerbaur  | Estonie        | 159.55 | 24              | 53.81           | 21              | 105.74          |
| 22                                            | Tzu-Han Ting       | Taipei chinois | 157.83 | 22              | 56.32           | 22              | 101.51          |
| 23                                            | Mia Risa Gomez     | Norvège        | 147.13 | 23              | 55.09           | 23              | 92.04           |
| 24                                            | Nella Pelkonen     | Finlande       | 145.45 | 21              | 56.82           | 24              | 88.63           |
| Patineuses éliminées après le programme court |                    |                |        |                 |                 |                 |                 |
| 25                                            | Nina Povey         | Royaume-Uni    |        | 25              | 53.50           | NC              | NC              |
| 26                                            | Alexandra Feigin   | Bulgarie       |        | 26              | 53.33           | NC              | NC              |
| 27                                            | Julia Sauter       | Roumanie       |        | 27              | 52.52           | NC              | NC              |
| 28                                            | Eliska Brezinova   | Tchéquie       |        | 28              | 50.90           | NC              | NC              |
| 29                                            | Kristina Isaev     | Allemagne      |        | 29              | 50.07           | NC              | NC              |
| 30                                            | Vanesa Selmekova   | Slovaquie      |        | 30              | 48.94           | NC              | NC              |
| 31                                            | Sofja Stepcenko    | Lettonie       |        | 31              | 46.74           | NC              | NC              |
| 32                                            | Mariia Seniuk      | Israël         |        | 32              | 46.57           | NC              | NC              |
| 33                                            | Anastasia Gracheva | Moldavie       |        | 33              | 46.12           | NC              | NC              |
| 34                                            | Anastasia Gozhva   | Ukraine        |        | 34              | 40.28           | NC              | NC              |
| 35                                            | Meda Variakojyte   | Lituanie       |        | 35              | 40.04           | NC              | NC              |

### Couples
| Rang                                      | Nom                                           | Pays        | Points | Programme court | Programme court | Programme libre | Programme libre |
| ----------------------------------------- | --------------------------------------------- | ----------- | ------ | --------------- | --------------- | --------------- | --------------- |
| 1                                         | Deanna Stellato-Dudek / Maxime Deschamps      | Canada      | 221.56 | 1               | 77.48           | 2               | 144.08          |
| 2                                         | Riku Miura / Ryuichi Kihara                   | Japon       | 217.88 | 2               | 73.53           | 1               | 144.35          |
| 3                                         | Minerva Fabienne Hase / Nikita Volodin        | Allemagne   | 210.40 | 4               | 72.10           | 3               | 138.30          |
| 4                                         | Maria Pavlova / Alexei Sviatchenko            | Hongrie     | 204.60 | 6               | 68.01           | 4               | 136.59          |
| 5                                         | Annika Hocke / Robert Kunkel                  | Allemagne   | 198.23 | 7               | 67.64           | 5               | 130.59          |
| 6                                         | Sara Conti / Niccolò Macii                    | Italie      | 197.34 | 3               | 72.88           | 6               | 124.46          |
| 7                                         | Anastasiia Metelkina / Luka Berulava          | Géorgie     | 189.30 | 5               | 72.02           | 10              | 117.28          |
| 8                                         | Lia Pereira / Trennt Michaud                  | Canada      | 186.93 | 9               | 64.83           | 7               | 122.10          |
| 9                                         | Lucrezia Beccari / Matteo Guarise             | Italie      | 185.40 | 8               | 66.12           | 9               | 119.28          |
| 10                                        | Anastasia Golubeva / Hektor Giotopoulos Moore | Australie   | 182.71 | 11              | 63.35           | 8               | 119.36          |
| 11                                        | Ellie Kam / Daniel O'Shea                     | États-Unis  | 180.41 | 10              | 64.44           | 11              | 115.97          |
| 12                                        | Emily Chan / Spencer Howe                     | États-Unis  | 175.44 | 12              | 62.86           | 13              | 112.58          |
| 13                                        | Valentina Plazas / Maximiliano Fernandez      | États-Unis  | 174.15 | 13              | 61.64           | 14              | 112.51          |
| 14                                        | Daria Danilova / Michel Tsiba                 | Pays-Bas    | 172.24 | 17              | 59.07           | 12              | 113.17          |
| 15                                        | Kelly Ann Laurin / Loucas Ethier              | Canada      | 169.48 | 14              | 60.18           | 15              | 109.30          |
| 16                                        | Cheng Peng / Lei Wang                         | Chine       | 165.67 | 15              | 59.50           | 16              | 106.17          |
| 17                                        | Sofiia Holichenko / Artem Darenskyi           | Ukraine     | 159.39 | 16              | 59.34           | 18              | 100.05          |
| 18                                        | Milania Vaananen / Filippo Clerici            | Finlande    | 156.02 | 19              | 55.40           | 17              | 100.62          |
| 19                                        | Ioulia Chtchetinina / Michał Woźniak          | Pologne     | 155.91 | 18              | 56.24           | 19              | 99.67           |
| 20                                        | Anastasia Vaipan-Law / Luke Digby             | Royaume-Uni | 153.06 | 20              | 54.69           | 20              | 98.37           |
| Couples éliminés après le programme court |                                               |             |        |                 |                 |                 |                 |
| 21                                        | Isabella Gamez / Alexander Korovin            | Philippines |        | 21              | 49.70           | NC              | NC              |
| 22                                        | Sophia Schaller / Livio Mayr                  | Autriche    |        | 22              | 49.54           | NC              | NC              |
| 23                                        | Greta Crafoord / John Crafoord                | Suède       |        | 23              | 49.05           | NC              | NC              |
| 24                                        | Federica Simioli / Alessandro Zarbo           | Tchéquie    |        | 24              | 46.84           | NC              | NC              |

### Danse sur glace
| Rang                                               | Nom                                            | Pays         | Points | Danse rythmique | Danse rythmique | Danse libre | Danse libre |
| -------------------------------------------------- | ---------------------------------------------- | ------------ | ------ | --------------- | --------------- | ----------- | ----------- |
| 1                                                  | Madison Chock / Evan Bates                     | États-Unis   | 222.20 | 1               | 90.08           | 2           | 132.12      |
| 2                                                  | Piper Gilles / Paul Poirier                    | Canada       | 219.68 | 3               | 86.51           | 1           | 133.17      |
| 3                                                  | Charlène Guignard / Marco Fabbri               | Italie       | 216.52 | 2               | 87.52           | 3           | 129.00      |
| 4                                                  | Lilah Fear / Lewis Gibson                      | Royaume-Uni  | 210.92 | 4               | 84.60           | 4           | 126.32      |
| 5                                                  | Marjorie Lajoie / Zachary Lagha                | Canada       | 208.01 | 5               | 82.30           | 5           | 125.71      |
| 6                                                  | Allison Reed / Saulius Ambrulevičius           | Lituanie     | 200.96 | 6               | 80.99           | 9           | 119.97      |
| 7                                                  | Christina Carreira / Anthony Ponomarenko       | États-Unis   | 200.32 | 8               | 79.26           | 7           | 121.06      |
| 8                                                  | Evgeniia Lopareva / Geoffrey Brissaud          | France       | 200.28 | 7               | 80.01           | 8           | 120.27      |
| 9                                                  | Laurence Fournier Beaudry / Nikolaj Sørensen   | Canada       | 199.91 | 10              | 75.79           | 6           | 124.12      |
| 10                                                 | Juulia Turkkila / Matthias Versluis            | Finlande     | 192.34 | 9               | 75.89           | 10          | 116.45      |
| 11                                                 | Loïcia Demougeot / Théo Le Mercier             | France       | 190.00 | 11              | 75.74           | 13          | 114.26      |
| 12                                                 | Diana Davis / Gleb Smolkin                     | Géorgie      | 188.34 | 12              | 74.46           | 14          | 113.88      |
| 13                                                 | Katerina Mrazkova / Daniel Mrazek              | Tchéquie     | 188.28 | 13              | 73.05           | 11          | 115.23      |
| 14                                                 | Lim Hannah / Quan Ye                           | Corée du Sud | 186.51 | 14              | 71.89           | 12          | 114.62      |
| 15                                                 | Natálie Taschlerová / Filip Taschler           | Tchéquie     | 180.17 | 18              | 68.25           | 15          | 111.92      |
| 16                                                 | Yuka Orihara / Juho Pirinen                    | Finlande     | 175.99 | 17              | 68.66           | 16          | 107.33      |
| 17                                                 | Holly Harris / Jason Chan                      | Australie    | 174.78 | 16              | 71.44           | 19          | 103.34      |
| 18                                                 | Misato Komatsubara / Tim Koleto                | Japon        | 173.90 | 20              | 66.92           | 17          | 106.98      |
| 19                                                 | Olivia Smart / Tim Dieck                       | Espagne      | 173.53 | 15              | 71.81           | 20          | 101.72      |
| 20                                                 | Carolane Soucisse / Shane Firus                | Irlande      | 171.67 | 19              | 68.04           | 18          | 103.63      |
| Couples de danse éliminés après la danse rythmique |                                                |              |        |                 |                 |             |             |
| 21                                                 | Phebe Bekker / James Hernandez                 | Royaume-Uni  |        | 21              | 66.39           | NC          | NC          |
| 22                                                 | Jennifer Janse van Rensburg / Benjamin Steffan | Allemagne    |        | 22              | 65.86           | NC          | NC          |
| 23                                                 | Emily Bratti / Ian Somerville                  | États-Unis   |        | 23              | 65.21           | NC          | NC          |
| 24                                                 | Mariia Ignateva / Danijil Szemko               | Hongrie      |        | 24              | 64.59           | NC          | NC          |
| 25                                                 | Victoria Manni / Carlo Röthlisberger           | Italie       |        | 25              | 63.64           | NC          | NC          |
| 26                                                 | Mariia Holubtsova / Kyryl Bielobrov            | Ukraine      |        | 26              | 63.30           | NC          | NC          |
| 27                                                 | Anna Šimová / Kirill Aksenov                   | Slovaquie    |        | 27              | 62.76           | NC          | NC          |
| 28                                                 | Milla Ruud Reitan / Nikolaj Majorov            | Suède        |        | 28              | 61.13           | NC          | NC          |
| 29                                                 | Mariia Nosovitskaya / Mikhail Nosovitskiy      | Israël       |        | 29              | 59.16           | NC          | NC          |
| 30                                                 | Chen Xizi / Xing Jianing                       | Chine        |        | 30              | 58.80           | NC          | NC          |
| 31                                                 | Paulina Ramanauskaitė / Deividas Kizala        | Lituanie     |        | 31              | 58.52           | NC          | NC          |
| 32                                                 | Gina Zehnder / Beda Leon Sieber                | Suisse       |        | 32              | 58.19           | NC          | NC          |
| 33                                                 | Solène Mazingue / Marko Jevgeni Gaidajenko     | Estonie      |        | 33              | 57.09           | NC          | NC          |
| 34                                                 | Olivia Oliver / Filip Bojanowski               | Pologne      |        | 34              | 54.19           | NC          | NC          |
| 35                                                 | Hanna Jakucs / Alessio Galli                   | Pays-Bas     |        | 35              | 51.99           | NC          | NC          |
| 36                                                 | Adrienne Carhart / Oleksandr Kolosovskyi       | Azerbaïdjan  |        | 36              | 49.56           | NC          | NC          |